# Manuel Guillén Parra
Manuel Guillén Parra (Murcia, 10 de agosto de 1969-Valencia, 6 de abril de 2023) fue un investigador, autor y profesor español en la Universidad de Valencia. Fue director del Instituto para la Ética en la Comunicación y las Organizaciones (IECO), donde dirigía la Cátedra de Ética Empresarial IECO-UV.

## Biografía
Tras licenciarse (1992) y doctorarse (1998) en la facultad de Ciencias Económicas y Empresariales de la Universidad de Valencia, comenzó a formar parte de la Asociación Científica de Economía y Dirección de Empresas. Antes de obtener su Doctorado, participó como estudiante visitante en el programa de Doctorado del IESE Business School (Barcelona,1997).
Ha sido profesor visitante en la Universidad de St. Thomas en Minnesota (1996-1997), la University of Notre-Dame en Indiana (1999-2000) y el Center for Business Ethics de la Universidad de Bentley en Massachusetts (2008-2012).
Desde 2006 fue durante ocho años Secretario General de la rama española de la European Business Ethics Network. Forma parte de la Asociación Científica de Economía y Dirección de Empresas (1998), ha sido miembro invitado a la Editorial Review Board de la revista académica Journal of Business Ethics (2003), miembro de la Asociación de la UNESCO para la Promoción de la Ética en los Medios de Comunicación (AUPEMEC) (2005), miembro de la Comisión de Doctorado de la Universitat de València (2006) y organizador del XIV Congreso Nacional de Ética, Economía y Dirección (EBEN-ESPAÑA) (2006).
Titular en Organización de Empresas en la Universidad de Valencia (UV) que imparte docencia en las áreas de Fundamentos de Dirección de Empresas, Comportamiento Humano y Ética Empresarial. Fue director del Instituto para la Ética en la Comunicación y las Organizaciones (IECO), donde dirige la Cátedra de Ética Empresarial IECO-UV. Así mismo, fue profesor visitante asociado al Programa Human Flourishing (HFH) en la Universidad de Harvard, donde era además desde 2016 investigador habitual en el Insitute for Global Law and Policy (IGLP) at Harvard y Representante de la Universidad de Valencia en el Real Colegio Complutense en Harvard (RCC). Desde 2019 era miembro de la junta directiva de la International Humanistic Management Association (IHMA).
Manuel Guillén ha liderado varios programas de investigación, entre otros, el grupo de investigación Organizational Commitment and Ethical Values (2005). Fue Senior Fellow del Abigail Adams Institute (Cambridge), y responsable del Study Group at Harvard RCC “Inquiries in Ethics in Communication and Organizations (IECO)”.
También fue miembro investigador del Abigail Adams Institute (Cambridge) y profesor visitante asociado al Programa Human Flourishing en la Universidad de Harvard, donde era investigador habitual y también representante del Programa de Becas de la Universitat de Valencia.

## Muerte
Falleció el 6 de abril de 2023, tras ser intervenido por un cáncer de esófago.

## Publicaciones
A lo largo de su trayectoria profesional publicó tanto libros como artículos académicos, artículos de prensa, capítulos de libros...

### Libros
- La ética que necesita la empresa. Fontrodona, J; Guillén, M. y Rodríguez, A. Unión Editorial, Madrid, 1998.
- Ética en las organizaciones: construyendo confianza. Pearson Educación. Madrid, 2006.
- La ética de la empresa en la encrucijada. Fontrodona, J., Guillén, M. y Rodríguez, A. Ed. Eunsa. Pamplona, 2010.
- Motivación en las Organizaciones y Sentido del Trabajo. Tirant lo Blanch, 2021.
- Motivation in Organisations. Searching for a Meaningful Work-Life Balance. Routledge. Guillén, M. 2021.

### Capítulos de libros
- Motivaciones para la creación de empresas. Encuesta entre universitarios españoles. Guillén, M. y González, T.F. pp. 115-129. En: Consideraciones éticas sobre la iniciativa emprendedora y la empresa familiar (Coord. Domènec Melé). Libros IESE. Eunsa, 1999.
- Liderazgo y ética en los procesos de cambio organizativo. La implantación de la gestión de calidad total. González, T.F. y Guillén, M. pp. 303-324. En: Raíces éticas del liderazgo (Coord. Domènec Melé). Libros IESE. Eunsa, 2000.
- Ethics and learning organizations in the New Economy. Bañón Gomis, A. J.; Guillén Parra, M.; Gil Pechuán, I. En: Human Resource Management in the Digital Economy: Creating Synergy between Competency Models and Information, IGI Global (Hershey, Pennsylvania, EE.UU.), 2012.
- Developing Moral Competence in Higher Education. Guillén Parra, M.; López, E. R.; Shimek, M. O. pp. 31-39. En: Innovation and Teaching Technologies: New Directions in Research, Practice and Policy. Springer, 2014.
- Creating Better Human Motivation Theories for Personal Flourishing in Organizations. Guillén Parra, M. pp. 49-65. En: Personal Flourishing in Organizations. Springer, Cham, 2018.